# 東美深站

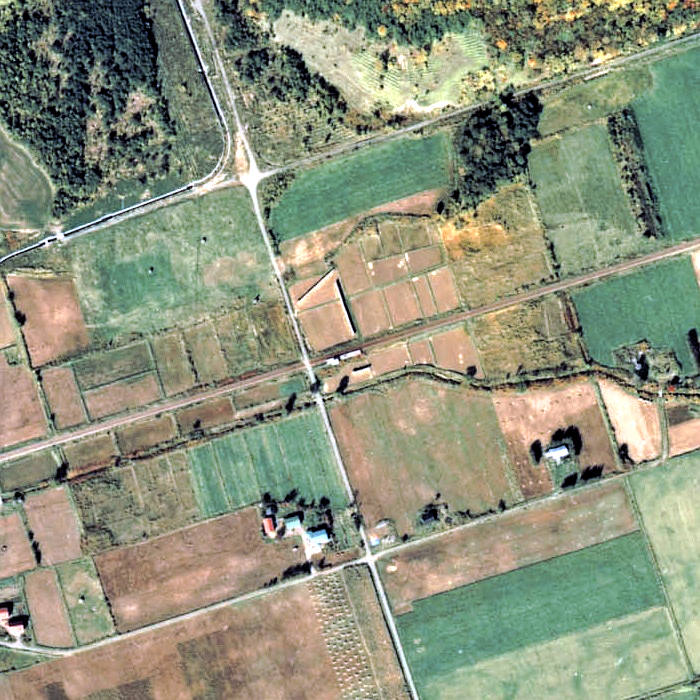
車站周邊的航空照片。圖中是東美深站，左邊是美深站方向，右邊是仁宇布站方向。攝於1977年度。

東美深站（日语：／ Higashi-Bifuka eki */?）是位於北海道中川郡美深町，日本國有鐵道（國鐵）美幸線的鐵路車站（廢站）。事務管理碼為▲122702。

## 歷史
- 1964年（昭和39年）10月5日 - 日本國有鐵道美幸線美深站至仁宇布站之間開通，此站啟用[1][3][4]。當時為客運車站和無人車站[5]。
- 1985年（昭和60年）9月17日 - 美幸線廢線，此站也被廢除[1]。

### 站名的由來
車站名稱取自「美深」的「東」邊。

## 車站構造
截至廢站前，此站一座地面車站，設有1面1線的單式月台。月台是在路軌的南邊（仁宇布方向的列車會開始右邊車門）。在車站啟用時已經是無人車站，沒有站舍，月台西邊設有候車室。

## 車站周邊
- 名士巴士（日语：名士バス）「5線東5號」巴士站

## 車站遺址
截至2000年（平成12年），車站遺址附近成為了河川改善工地。截至2011年（平成23年），已經看不到任何車站痕跡
。

## 相鄰車站
日本國有鐵道
美幸線
美深－東美深－邊溪

## 注腳
1. 1 2 3 4  石野哲 (编).  初版. JTB. 1998-10-01: 904. ISBN 978-4-533-02980-6 （日语）.
2. ↑  日本国有鉄道営業局総務課 (编). . 日本国有鉄道. 1966: 240  [2023-01-15]. doi:10.11501/1873236 （日语）.
3. ↑   第1版. 札幌市: 日本国有鉄道北海道総局. 1973-03-25: 184. ASIN B000J9RBUY （日语）.
4. ↑  . 官報. 1964-09-26 （日语）.
5. ↑  . 鐵道公報 (日本國有鐵道總裁室文書課). 1964-09-26: 6 （日语）.
6. ↑   第1版. 札幌市: 日本国有鉄道北海道総局. 1973-03-25: 184. ASIN B000J9RBUY （日语）.
7. ↑  《国鉄全線各駅停車1 北海道690駅》（小學館、1983年7月發行）192頁。
8. ↑  書籍《鉄道廃線跡を歩くVII》（JTB出版，2000年1月發行）31頁。
9. ↑  《北海道の鉄道廃線跡》（著：本久公洋，北海道新聞社，2011年9月發行）255頁。

## 相關項目
- 日本鐵路車站列表 Hi
- 特定地方交通線